# 内蒙古双子叶植物列表
内蒙古双子叶植物列表是中國内蒙古维管植物列表（据《内蒙古植物志（第二版）》）的子列表，它包含如下几个列表：
- 内蒙古双子叶植物列表/1，包含菊科和豆科的植物
- 内蒙古双子叶植物列表/2，包含毛茛科、蔷薇科、藜科、十字花科和石竹科的植物
- 内蒙古双子叶植物列表/3，包含蓼科、玄参科、唇形科、伞形科、杨柳科、紫草科、虎耳草科、堇菜科、桔梗科、龙胆科、报春花科、景天科和桦木科的植物
- 内蒙古双子叶植物列表/4，其他双子叶植物